# Красная Самарка
Красная Самарка — село в Кинельском районе Самарской области. Входит в состав сельского поселения Красносамарское.

## География
Село расположено на правом берегу реки Самара, в 39 км к юго-востоку от районного центра города Кинель.

## История
Начало селу положила Красносамарская крепость Самарской укреплённой линии, основанная по решению Сената в 1736 году флотским поручиком Петром Семёновичем Бахметьевым для того, чтобы обезопасить путь по реке Самаре и защитить оседлых поселенцев от набегов степных кочевников. После подавления пугачёвского восстания линия крепостей в Заволжье потеряла военное значение и была упразднена. Крепости стали обычными селениями, а казаки и пехотные солдаты были переведены в разряд государственных крестьян. К концу XIX века в Красносамарской крепости числилось более ста дворов с полутысячей жителей. К 1911 году дворов было уже 130, пахотной земли — полторы тысячи десятин. В первые годы Советской власти часть жителей выселилась из села, образовав посёлок Круглинский. В годы коллективизации в селе организовался колхоз «Ленинская заря», который позднее вошёл в состав совхоза «Утевский».

## Население
| 2010 |
| ---- |
| 4    |